# Église San Maurizio
Pour les articles homonymes, voir Église Saint-Maurice.
L'église Saint-Maurice (en italien, Chiesa di San Maurizio) est une église catholique de Venise, en Italie. Actuellement dé-consacrée ; Elle abrite aujourd'hui le Museo della musica.

## Localisation
San Maurizio est située dans le sestiere de San Marco, contrada San Maurizio sur le campo éponyme. Sur son flanc Ouest, et la séparent du rio del Santissimo di Santo Stefano, le bâtiment de la Scuola dei Albanesi

## Historique
L'église San Maurizio fut érigée par la famille Candiana, dite Sanudo, au IXe siècle et dédiée à San Maurizio, ses compagnons et au martyr Sant'Adriano. Après l'incendie de 1105 qui rasa Venise, elle fut restaurée. Elle ne fut reconstruite par les fondements et consacrée qu'en 1590. En 1795, elle fut redessinée par Giannantonio Selva en style néoclassique pour le patricien Pietro Antonio Zaguri et terminée en 1806. Elle fut achevée après la mort de Selva en 1819 par Antonio Diedo et consacrée en 1828. 
Nous devons façade et autels à Selva, les portes et les fenêtres latérales à Diedo.
L'église fut censée remplacer l'église démolie de San Geminiano (de Sansovino) avec le dessin intérieur inspiré par cette dernière, ainsi que l'œuvre de Codussi. L'église San Maurizio est restée paroissiale jusqu'en 1810, où elle devint oratoire de Santo Stefano.

## Description

### L’extérieur
Église avec une façade très classique avec portiques ioniens et bas-reliefs rectangulaires par Bartolomeo Ferrari(Marostica 1780 - Venezia 1844) et Luigi Zandomeneghi. Un bas-relief de la vie du saint se trouve dans le fronton. L'église a une forme de croix grecque avec une coupole centrale entourée de quatre baies avec chacune leur propre coupole aveugle.
La carte historique De Barbari montre une tour après le feu de 1105, sur le côté opposé de la rue, surmontée d'une flèche en forme de cône et quatre pinacles. Démolie pour faire place à la maison du marchand d'huile et de farine Dionino Bellavite, qui paya dès 1564 un tribut pour le campanile démoli. Un clocher-mur fut construit en 1795 et reste toujours visible.

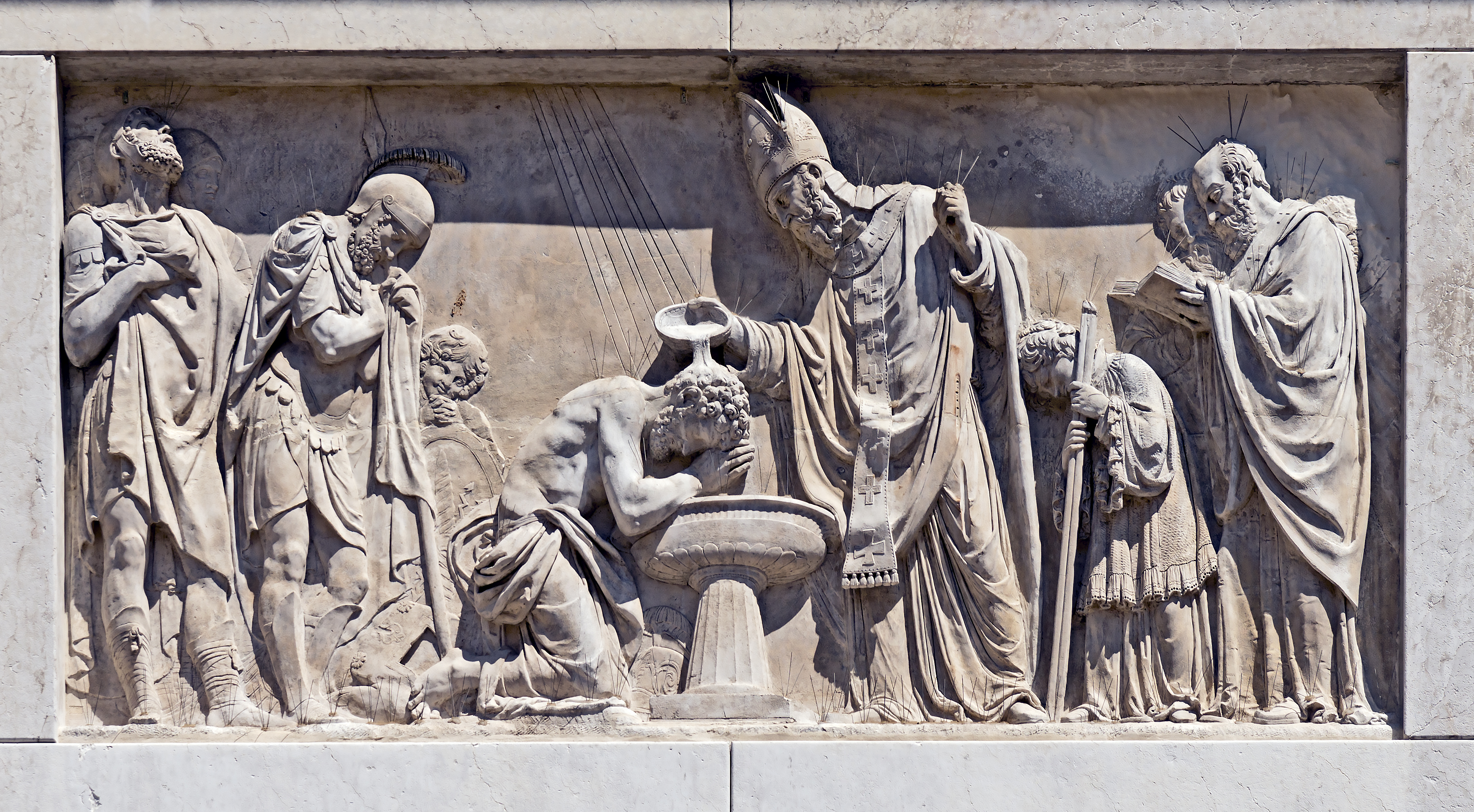
Bas-relief par Bartolomeo Ferrari.
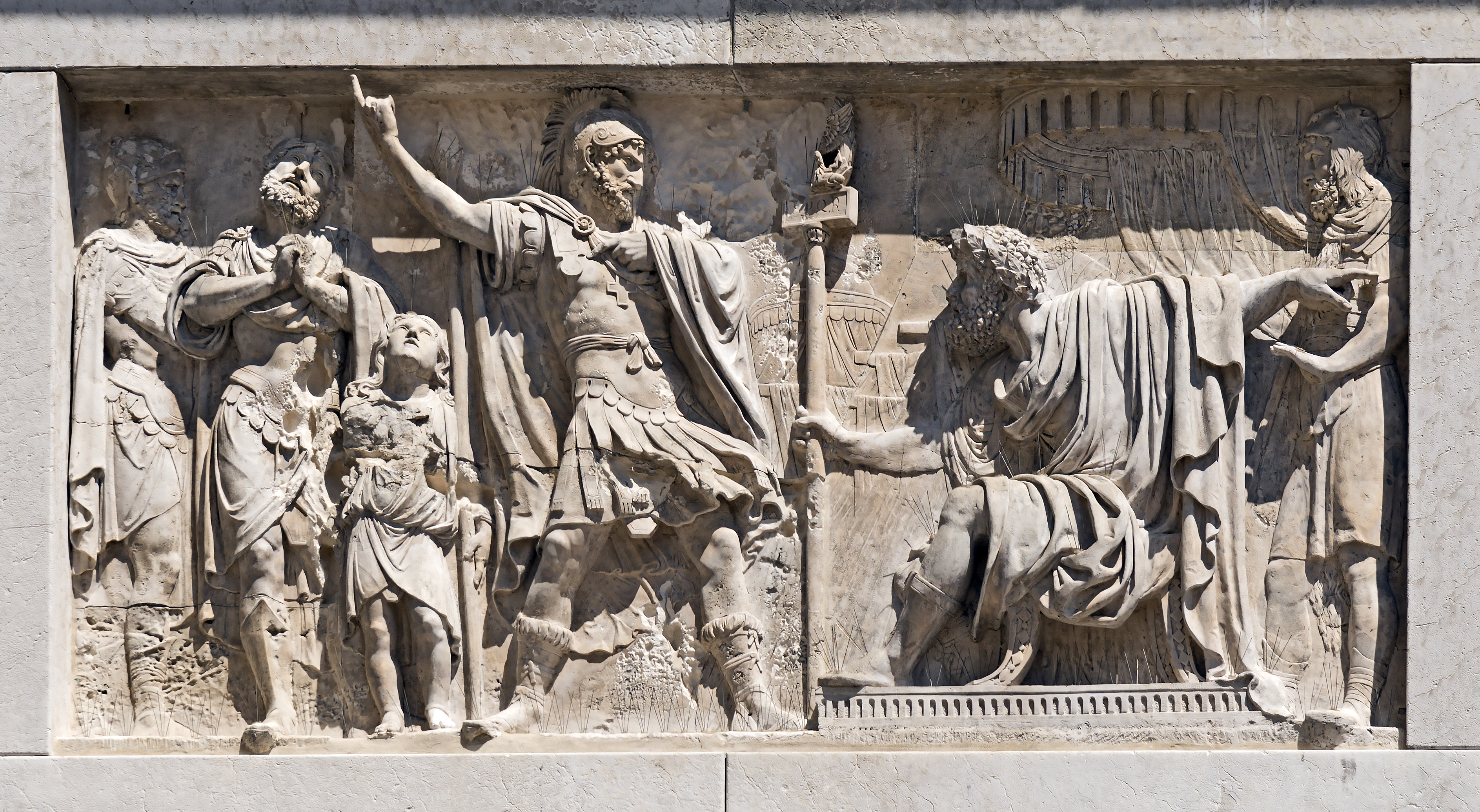
Bas-relief par Bartolomeo Ferrari.

### L’intérieur
L'église ayant été désacralisée, l'intérieur a été dépouillé et l'église, devenue musée de musique baroque, expose de nombreux instruments du XVIIIe siècle notamment des œuvres des luthiers Carlo Bergonzi et Niccolò Amati, tous deux de Crémone.
Au-dessus du maître-autel, un tableau de l'atelier de Paul Véronèse représentant le martyre de San Maurizio.
La sacristie de l'église abrite un cycle décoratif du peintre vénitien Francesco Zugno (1709-1787), illustrant les épisodes de la vie de saint Maurice (vers 1761).
Au centre de la nef se trouve la tombe de Pietro Antonio Zaguri (1733 – 1806), noble de la République, chargé de la confection de la façade de l'église. Sa veuve : Lodovica Grimani a fait inscrire sur sa tombe ces quelques mots : Petro 
Zagurio - Patritio Veneto — litleris exculto — huius aedis architecto — uxor moerens — posuit — Anno MDCCCVL 

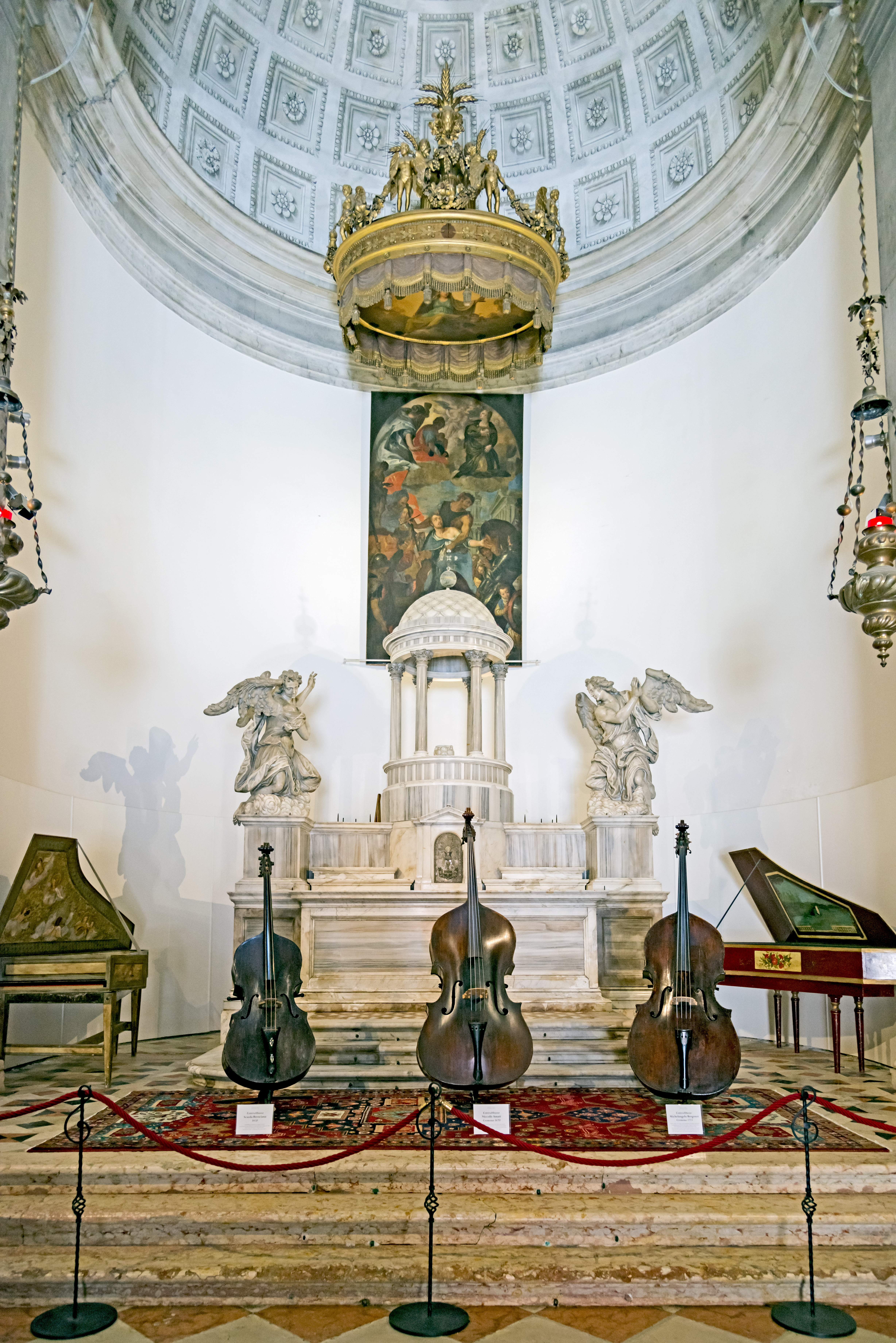
Le maître autel
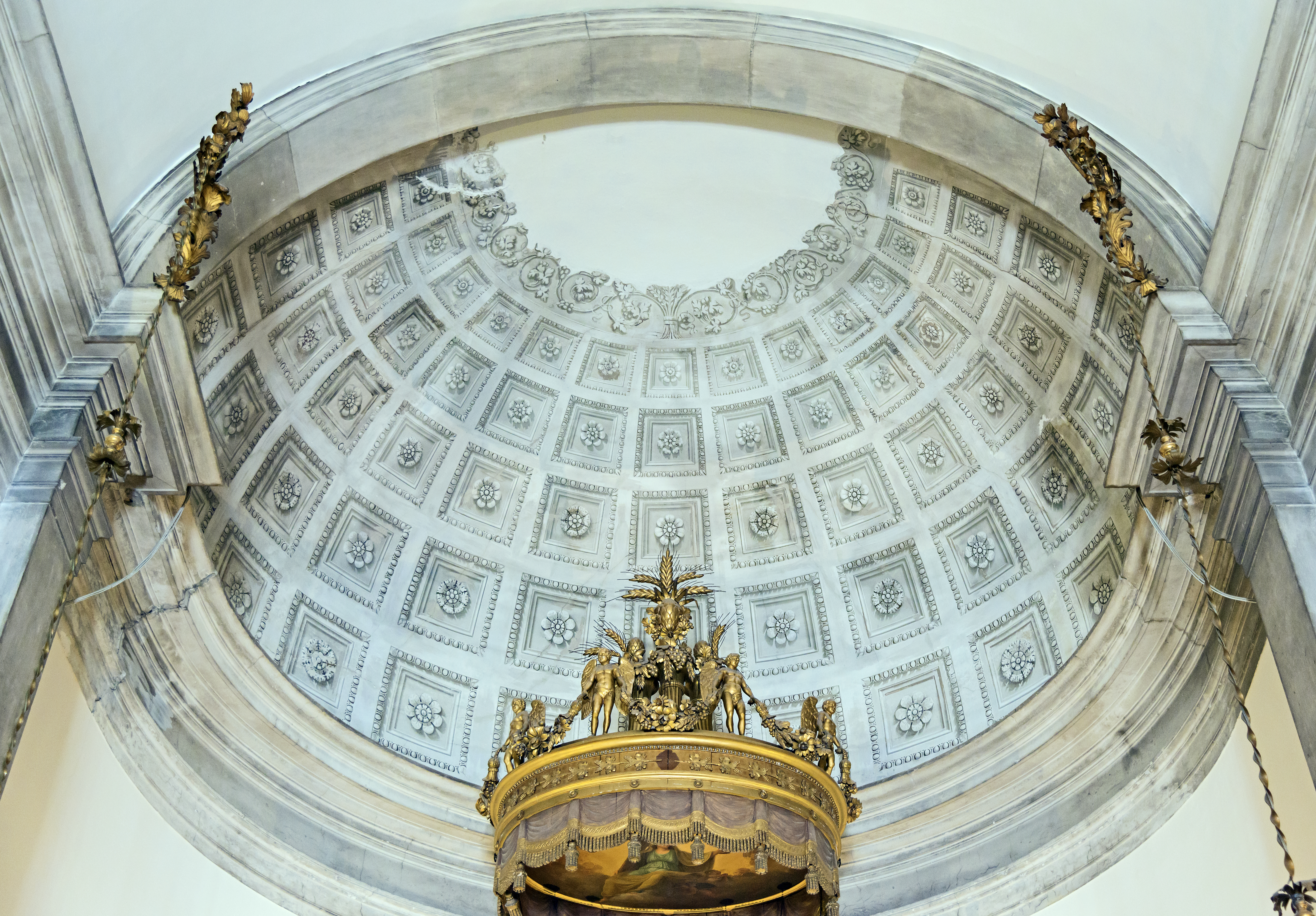
Plafond de la voûte du chœur
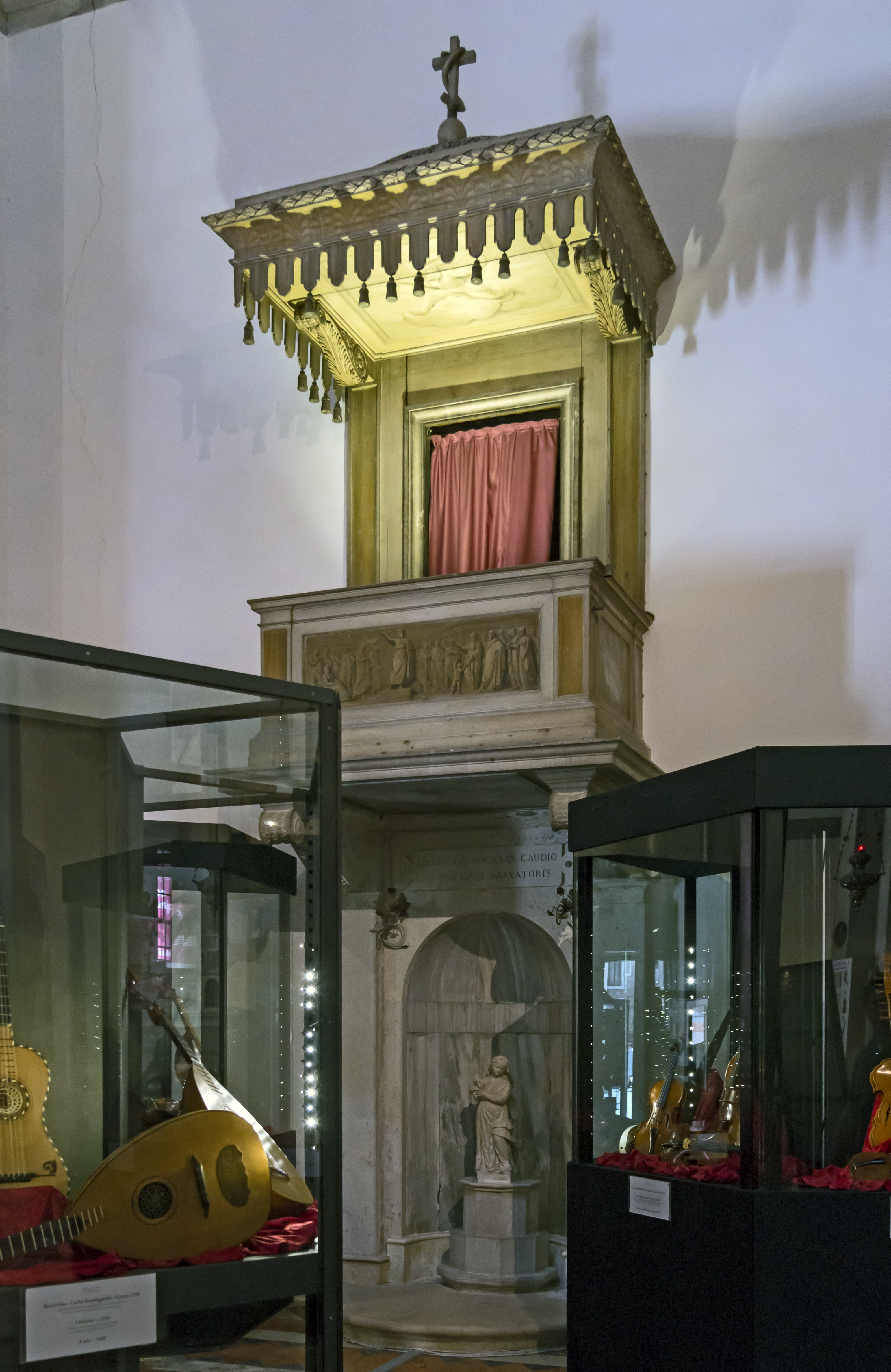
La chaire
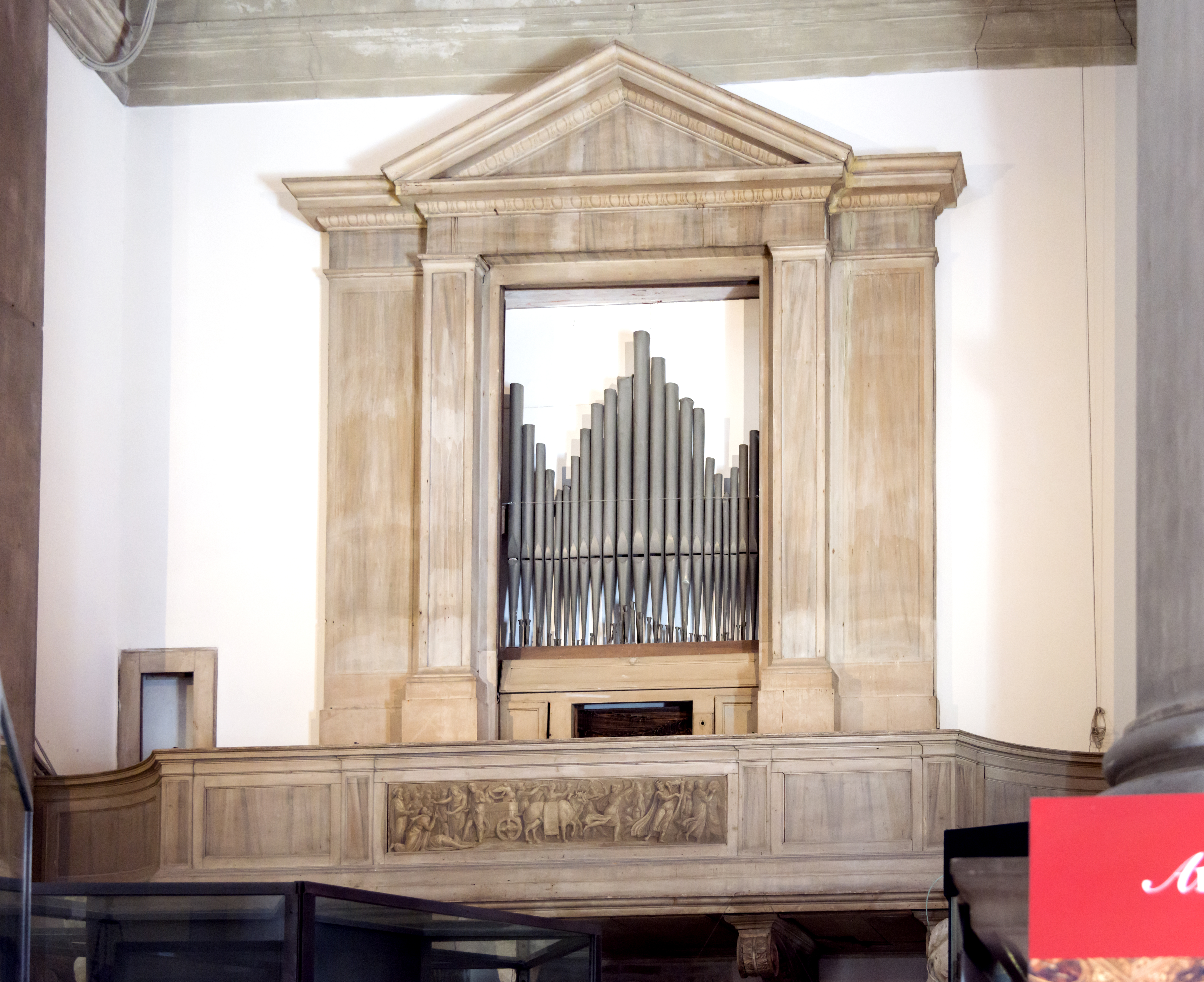
L'orgue
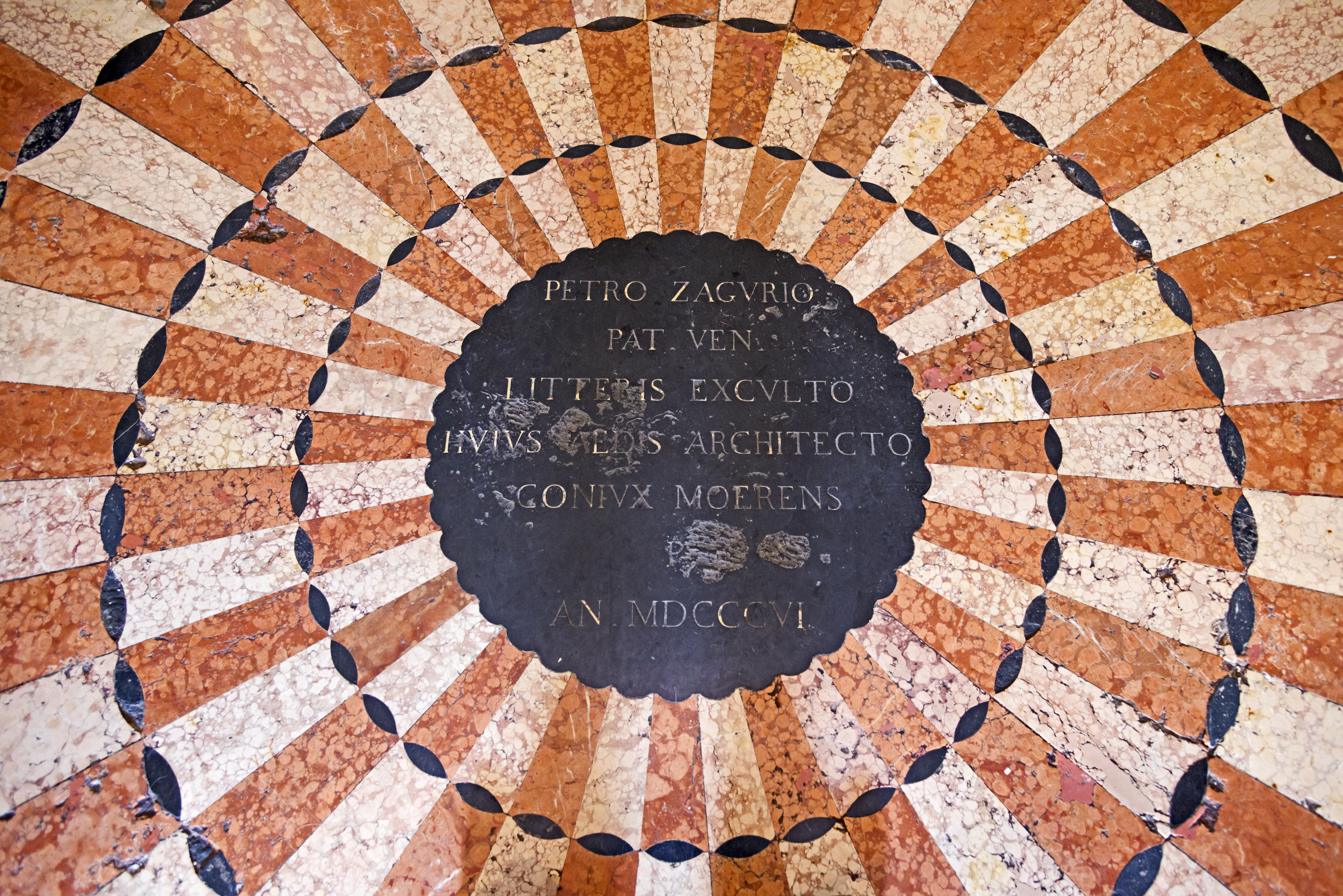
La tombe de Pietro Zaguri au center de la nef

L'église abrite aujourd'hui le Museo della musica elle expose des instruments prestigieux 
- une contrebasse du luthier de Crémone Carlo Bergonzi de 1733
- une contrebasse du luthier de Crémone Niccolò Amati de 1670

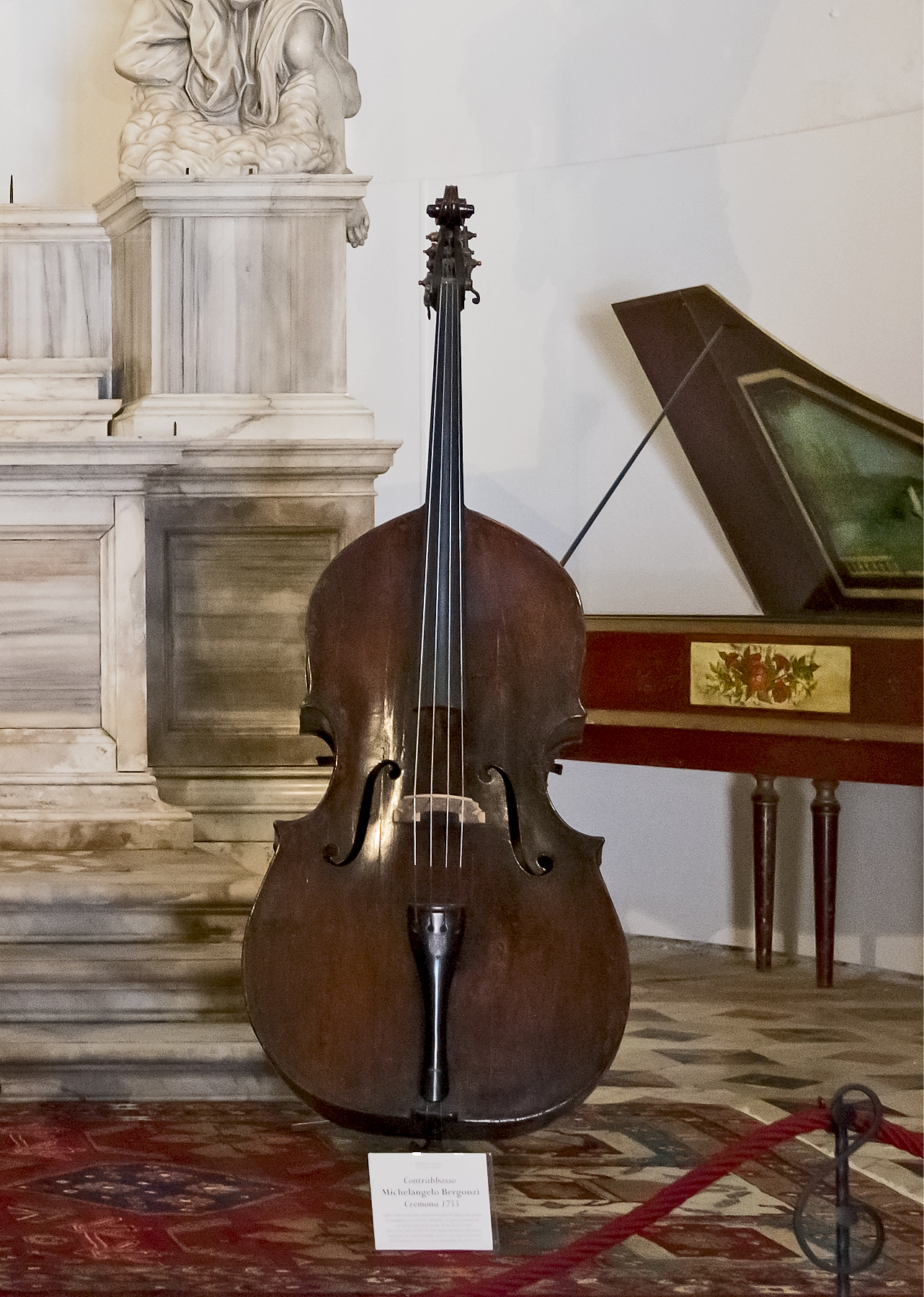
Contrebasse de Carlo Bergonzi
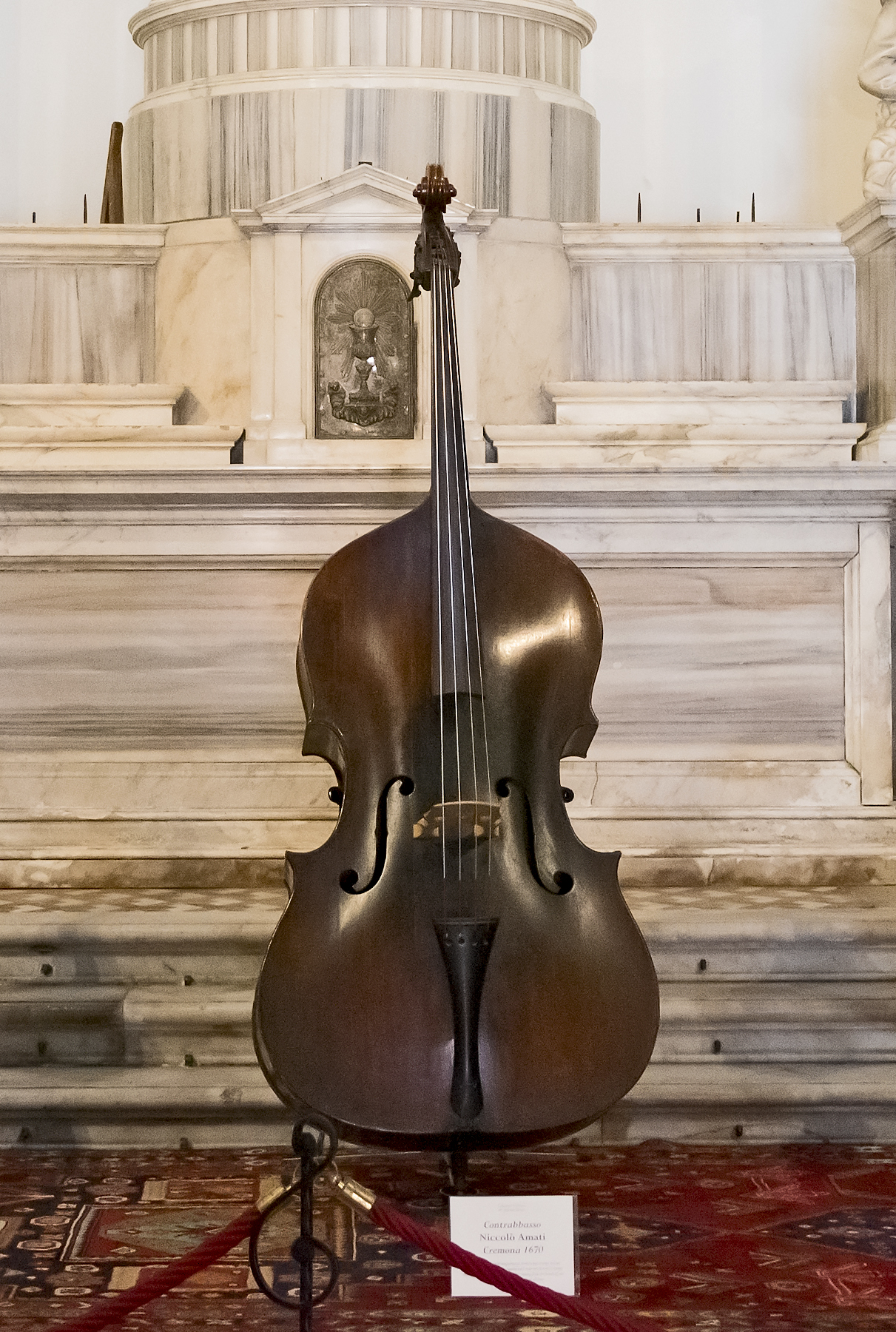
Contrebasse de Niccolò Amati
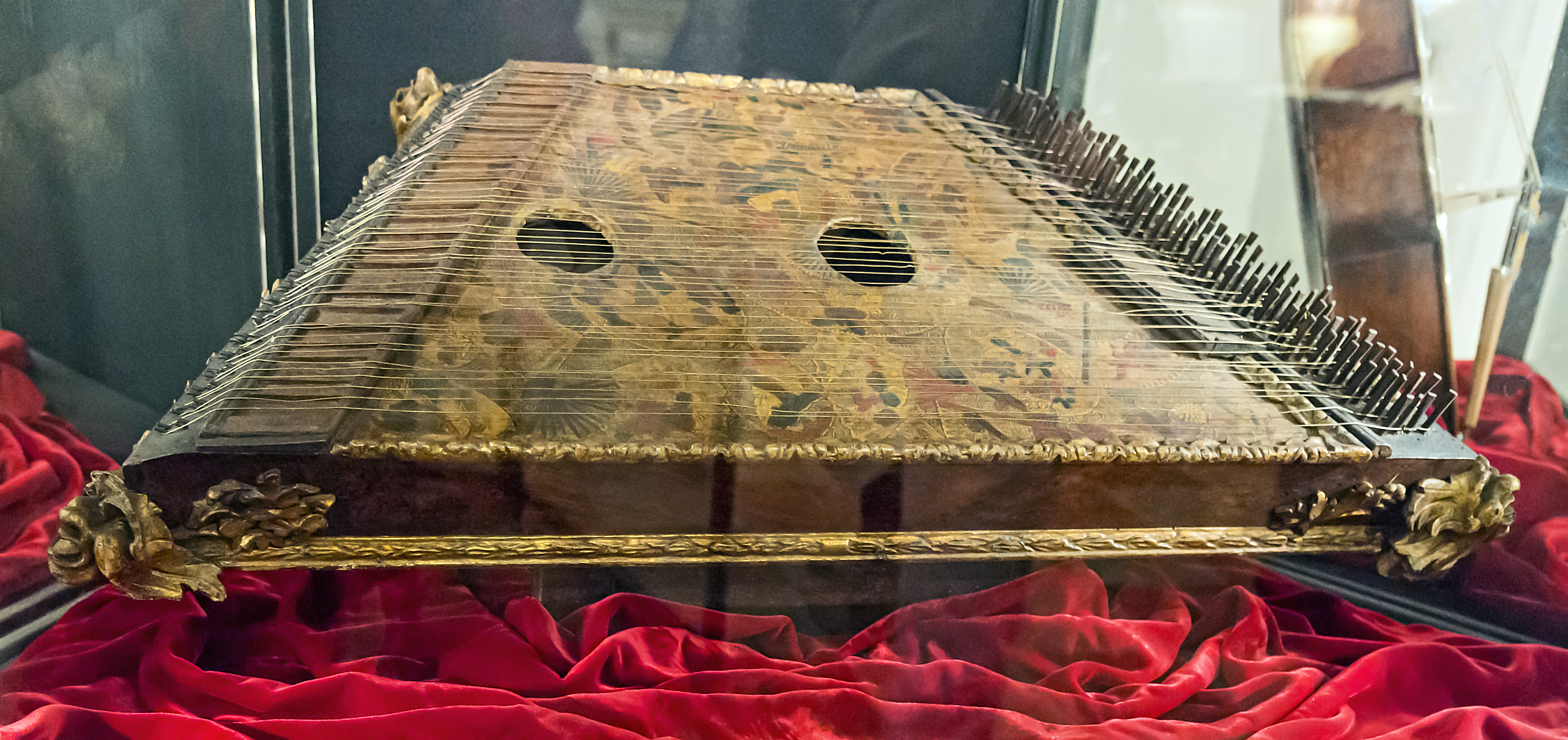
Psaltérion Ecole Vénitienne 1700
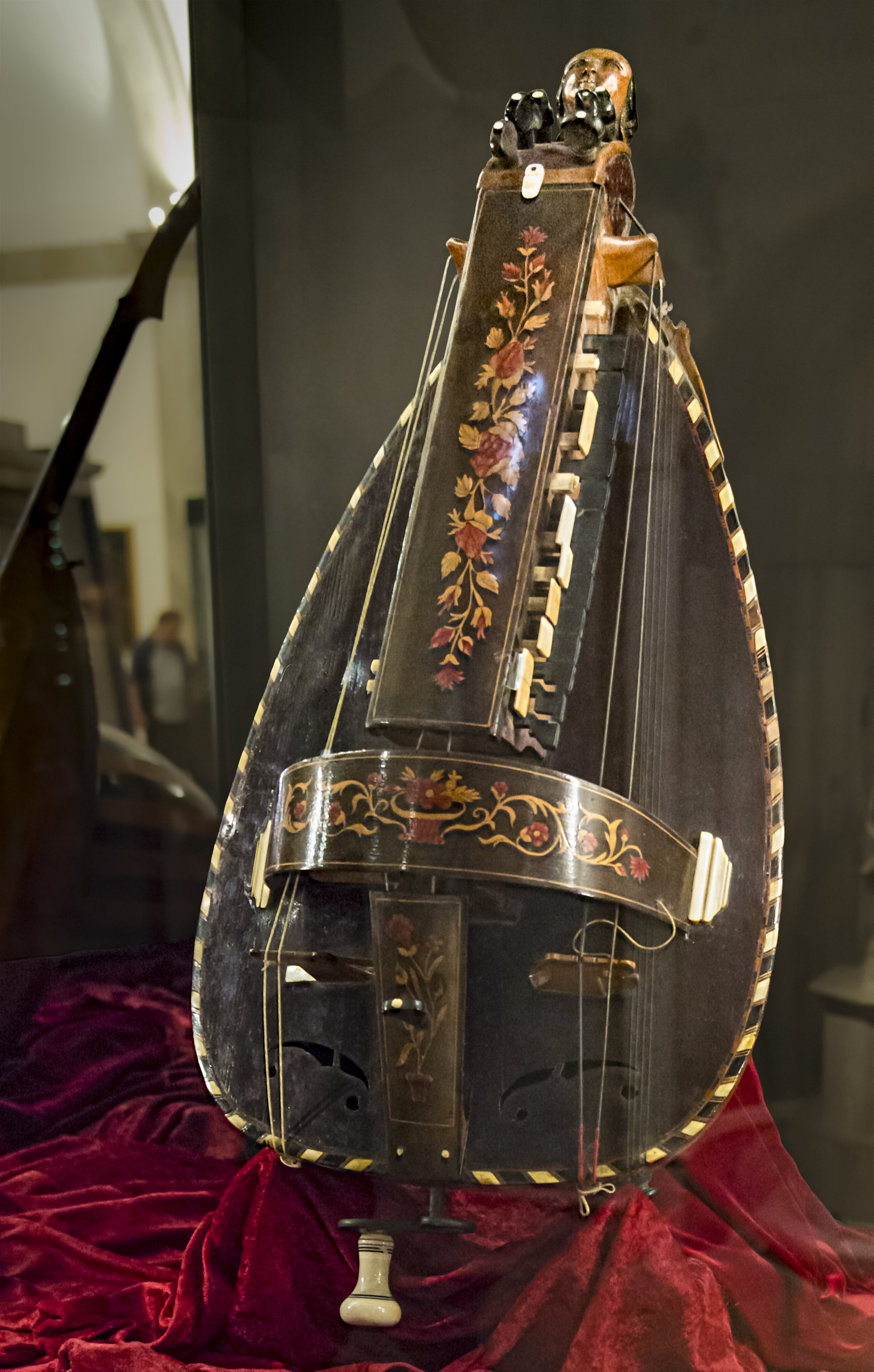
Vielle à roue 1850